# رایسال (ویرجینیای غربی)
رایسال(به انگلیسی: Raysal) شهری در ایالت ویرجینیای غربی کشور ایالات متحده آمریکا است که جمعیت آن در سرشماری سال ۲۰۱۰ میلادی، ۴۶۵ نفر بوده‌است.